# Coyote (luchador)
Rolando Alfaro Alegría (nacido  el 22 de abril de 1984 en Santiago, Chile) es un productor y luchador profesional chileno. Es conocido principalmente por su trabajo en Revolución Lucha Libre (RLL), así como por su paso esporádico por las distintas agrupaciones del circuito independiente chileno, en donde actúa bajo el nombre artístico de Coyote.

## Carrera

### Primeros años
Coyote comenzó su entrenamiento en el año 1998 con el entonces luchador veterano Oscar Nolberto Rodríguez, famoso en la década de los 70 como Miguel Ángel Fanfani, por su trabajo en el emblemático programa "Titanes Del Ring" (versión chilena del programa Titanes En El Ring). En el año 2001 Coyote debuta en un espectáculo de Titanes Del Ring realizado en el Teatro Caupolicán.

### Revolución Lucha Libre (RLL)
Posteriormente, como productor, Alfaro lidera la lucha libre en su país al fundar la agrupación Revolución Lucha Libre (RLL) en el año 2004, junto al también luchador André Montoya. Con dicha agrupación, bajo la submarca “Guerra de Titanes”, proyecto liderado en conjunto con el productor Patricio Sánchez (conocido en los medios como Pato Hado), alcanzaría gran repercusión, especialmente durante la temporada de vacaciones de invierno del año 2009, donde obtuvo un espacio de 30 minutos diarios en el matinal de televisión Viva La Mañana de Canal 13, animado por los reconocidos conductores Eduardo Fuentes y Luis Jara. Ese mismo año, también junto a RLL, logra llenar el Teatro Caupolicán. Luego de esto, cabe destacar que la agrupación contó con la presencia de una leyenda internacional, el ex WWE Rikishi, quien consiguió hacerse con el campeonato máximo de RLL, el cual, finalmente, perdería a manos del mismo Coyote.

### Presente
Actualmente, “El dueño de la verdad”, lleva una carrera como luchador de manera ininterrumpida por más de 20 años en la que ha sido múltiples veces campeón de distintas agrupaciones, tanto de forma individual como en equipo. A pesar de que ya no es propietario de ninguna agrupación ni produce eventos de lucha libre, se le puede ver semanalmente luchando tanto en RLL como en distintos eventos independientes. Finalmente, cabe mencionar su rol como instructor de lucha libre, ya que ha enfocado gran parte de su carrera a traspasar sus conocimientos, siendo mentor de luchadores de renombre tales como Catalina García, conocida por su paso por WWE en la marca NXT y por luchar en Monday Night Raw, el programa de lucha libre más visto a nivel mundial.

## Apariciones especiales en cine y televisión
Durante su carrera, "El hito" ha tenido distintas apariciones en pantalla, apareció en los realities Pelotón, en sus cuatro primeras temporadas, así como también en Mundos Opuestos, en donde protagonizó segmentos en los que se les enseñaba a los participantes a luchar. Ha tenido apariciones en distintos noticieros, en su época con Fanfani fue parte de un reportaje del programa "Cara y Sello", además, fue parte de un reportaje de Chilevisión noticias basado en su persona. Hizo papeles de extra como luchador en la teleserie Piel canela, como también en la película Joven y alocada. Otros programas de televisión en los que Coyote ha tenido apariciones son: Calle 7, Morandé con compañía, El club de la comedia, Todos somos técnicos, entre otros.